# Babaçulândia
Babaçulândia là một đô thị thuộc bang Tocantins, Brasil. Đô thị này có diện tích 1788,442 km², dân số năm 2007 là 10372 người, mật độ 5,8 người/km².